# José Augusto Alves Roçadas
Pour les articles homonymes, voir José Alves et Alves (homonymie).
José Augusto Alves Roçadas, né le 6 avril 1865 à Vila Real et mort le 28 avril 1926 à Lisbonne, est un officier et homme politique portugais

## Biographie
Il entre dans l'armée en 1882 et devient capitaine à 29 ans. En 1897, il est envoyé en Angola et se signale par plusieurs reconnaissances géographiques à l'occasion desquelles il réalise de nombreux relevés topographiques. En 1902, il est affecté en Inde puis retourne en Angola en 1905 avec les fonctions de gouverneur du district de Huila. Il doit faire face au soulèvement des Cuamatos (pt) qui ont infligé en 1904 une dure défaite aux troupes portugaises au  Vau-de-Pembe. En 1907, il mène contre ces guerriers une campagne victorieuse, remportant notamment contre eux le combat de Mufilo.
Ce succès lui vaut décorations et promotions et en 1908 (grand-croix de l'Ordre de la Tour et de l'Épée), aide de camp du roi Manuel II, il accède au grade de lieutenant-colonel.

## Gouverneur
Il est nommé gouverneur de Macao, puis revient en Angola en qualité de gouverneur-général. Il se démet de ses fonctions lors de la révolution d'octobre 1910 et rentre au Portugal où il occupe au sein de l'armée plusieurs postes importants.

## Première Guerre mondiale
En 1914, il est désigné pour prendre le commandement du corps expéditionnaire de 1 600 hommes envoyé en Angola par Lisbonne pour protéger cette colonie des incursions menées  par les troupes allemandes  du Sud-Ouest africain. Le 18 décembre 1914, il affronte à Naulila les forces du major Erich Viktor Franke (en) et subit une terrible défaite quoique son armée soit quatre fois plus nombreuse que celle de son adversaire. À la suite de cette déroute, il est rappelé au Portugal en mai 1915. Sa disgrâce ne dure pas et en septembre 1918, il est envoyé en France avec le grade de général, à titre intérimaire, et prend le commandement de la 2e division du Corps expéditionnaire portugais. Le 16 avril 1919, il devient le chef de ce corps et est chargé du rapatriement des forces portugaises.
En septembre 1919, il part au Mozambique puis revient au Portugal. En 1924, il est confirmé dans son grade de général et il s'investit dans la vie politique de son pays, à savoir en participant à la préparation du coup d'État du 28 mai 1926 qui porte Salazar au pouvoir, mais il meurt un mois avant le coup.

## Distinctions
- Grand-croix de l'ordre du Christ